# 幡地隆寛
幡地 隆寛（はたぢ たかひろ、1993年6月30日 - ）は、広島県三原市出身の日本のプロゴルファー。ディライトワークス所属。

## 経歴
10歳で父親に練習場に連れて行ってもらったことがきっかけでゴルフを始める。三原市立宮浦中学校では2008年に『JAPAN JUNIOR GOLF ALL-STAR』や『中国ジュニアゴルフ選手権新人戦』で優勝、『広島県アマチュアゴルフ選手権』で2位などの成績を挙げる。高校はゴルフ部に入るため隣県岡山の私立作陽高等学校（現在の作陽学園高等学校）へ進み、2010年『インターナショナルジュニアゴルフツアー日本大会』や『JJGAオールジャパンジュニア』で3位、2011年『チャレンジジュニアゴルフオープン』優勝や『日本ジュニア』3位などの成績を残す。大学は強豪東北福祉大学へ進学し、3年の2014年に『日本アマ』でベスト16入り、4年の2015年には『関東学生』で優勝を手にして、同年12月にプロ宣言。
2018年までシードはおろか予選通過もゼロだったが、2018年に下部ツアーで賞金ランキング14位に入ってレギュラーツアー進出の足がかりをつかみ、2019年の初戦『東建ホームメイトカップ』でレギュラー初の予選通過を果たすと、ウェイティングから出場した8月の『長嶋茂雄招待セガサミーカップ』で3位タイに入る。
2020年11月、コロナ禍におけるISPS主催の男女ツアー混合大会『医療従事者応援・ISPS HANDAゴールデン・ミックス・トーナメント!!』で松本将汰とのプレーオフをバーディを決めて優勝。
2021年の『日本ゴルフツアー選手権』の5位に入ると、『三井住友VISA太平洋マスターズ』では初の最終日最終組を経験して4位となり、賞金ランク39位で初シードも獲得した。ドライビングディスタンス313.04ydで飛ばし屋1位のチャン・キムを抑えて初の1位に輝いた。同年11月1日に「レギュラーに上がる前から応援してもらってきた」という年上の一般女性と3年以上にわたる交際を実らせて結婚。
2023年は『関西オープン』最終日66で自己最高の2位を記録すると、『ダンロップフェニックス』でも66で19位から4位に急上昇するなど最終日の奮闘が目立ち4位以内が4回で、賞金ランクを自己ベストの18位に上げた。しかし8月の『Sansan・KBCオーガスタ』では第2Rのスタートに遅刻して失格になる。飛距離は相変わらず自信を持っており、9月の『バンテリン東海クラシック』ではドライビングコンテストに出場し、新記録となる350.8ヤードで初優勝する。なお同大会のドライビングコンテスト初開催だった2019年は、テンプラで147ydに終わり、最短も記録している。
2024年、3月にオーストラリアツアーとアジアンツアー共催の『ニュージーランド・オープン』で1打差3位から逆転優勝し、プロ初勝利を飾る。103回を数える同大会でアジア勢が勝つのは初めてで、日本人がオーストラリアツアーを制したのは青木功が1989年に優勝した『コカ・コーラクラシック』以来。さらに5月の『関西オープンゴルフ選手権競技』で、プロ10年目にしてツアー初優勝。最終日1差の2位から出て前半4番で連続ボギーが先行したが、これは右の赤杭エリアの側溝に敷かれた金網の上から打った2打目が格子で弾かれ、自分の内ももにあたって左後方に飛んだ。旧ルールは2罰打だったが競技委員に新ルールを確認し、第3打は無罰で打てたからであり、ピンチを乗り越え2位に3打差で勝利。さらに9月の『バンテリン東海クラシック』で最終日首位と1打差3位タイでスタートし7バーディー、1ボギーの65を記録して通算17アンダーで2勝目を飾った。

## 主な記録

### ツアー優勝（2）
| No. | Date                 | Tournament                   | スコア                 | 2位との差 | 2位（タイ） |
| --- | -------------------- | ---------------------------- | ---------------------- | --------- | ----------- |
| 1   | 2024年5月16日 - 19日 | 関西オープンゴルフ選手権競技 | −14（69-65-65-67=266） | 3打差     | 杉浦悠太    |
| 2   | 2024年9月26日 - 29日 | バンテリン東海クラシック     | −17（64-69-69-65=267） | 1打差     | 金谷拓実    |

### オーストラリアツアー（1）
| No. | Date                   | Tournament                                        | スコア                 | 2位との差 | 2位（タイ）      |
| --- | ---------------------- | ------------------------------------------------- | ---------------------- | --------- | ---------------- |
| 1   | 2024年2月29日 - 3月3日 | ニュージーランド・オープン （アジアンツアー共催） | −17（69-65-66-67=267） | 1打       | スコット・ヘンド |